# تونغلياو
تونغلياو (بالصينية: 通辽市 )‏ هي مدينة على مستوى محافظة، في جمهورية الصين الشعبية، تتبع منغوليا الداخلية، تبلغ مساحتها 59,535 كيلومتر مربع، رمزها البريدي هو 028000.

## مدن توأم
المدن التوأم:
- دبرتسن.

## التقسيمات الإدارية
- Horqin District [الإنجليزية]‏
- Horqin Left Middle Banner [الإنجليزية]‏
- Horqin Left Rear Banner [الإنجليزية]‏
- Kailu County [الإنجليزية]‏
- Hure Banner [الإنجليزية]‏
- Naiman Banner [الإنجليزية]‏
- Jarud Banner [الإنجليزية]‏
- هولينغول.